# Z Talmudu (cykl Jerzego Żuławskiego)
Z Talmudu – cykl sonetów młodopolskiego poety Jerzego Żuławskiego. Cykl składa się z sześciu utworów: Ognista rzeka, Źli i dobrzy, Pinchos ben Jahir, Rabi Eleazar, Rabi Zamiël i Rabi ben Lapidoth.  Sonety te są napisane jedenastozgłoskowcem (Rabi Eleazar) lub trzynastozgłoskowcem. Całość odwołuje się do Talmudu, zbioru religijnych pism żydowskich.
W wiekach onych najpierwszych, kiedy raju brama
z grzmotem gromu zapadła za plemieniem człeczem
w świat wygnanem Anioła płomienistym mieczem:
dwa obozy powstały śród synów Adama.
(Źli i dobrzy)